# Папаикоу
Папаикоу (англ. Papaikou) — статистически обособленная местность, расположенная в округе Гавайи (штат Гавайи, США) с населением в 1414 человек по статистическим данным переписи 2000 года.

## География
По данным Бюро переписи населения США статистически обособленная местность Папаикоу имеет общую площадь в 5,18 квадратных километров, из которых 3,88 кв. километров занимает земля и 1,55 кв. километров — вода. Площадь водных ресурсов округа составляет 29,92 % от всей его площади.
Статистически обособленная местность Папаикоу расположена на высоте 72 метра над уровнем моря.

## Демография
По данным переписи населения 2000 года в Папаикоу проживало 1414 человек, 363 семьи, насчитывалось 475 домашних хозяйств и 502 жилых дома. Средняя плотность населения составляла около 372,3 человек на один квадратный километр. Расовый состав Папаикоу по данным переписи распределился следующим образом: 15,28 % белых, 0,50 % — чёрных или афроамериканцев, 0,07 % — коренных американцев, 45,83 % — азиатов, 9,41 % — выходцев с тихоокеанских островов, 27,51 % — представителей смешанных рас, 1,41 % — других народностей. Испаноговорящие составили 6,86 % от всех жителей статистически обособленной местности.
Из 475 домашних хозяйств в 29,5 % — воспитывали детей в возрасте до 18 лет, 52,8 % представляли собой совместно проживающие супружеские пары, в 14,7 % семей женщины проживали без мужей, 23,4 % не имели семей. 19,4 % от общего числа семей на момент переписи жили самостоятельно, при этом 10,7 % составили одинокие пожилые люди в возрасте 65 лет и старше. Средний размер домашнего хозяйства составил 2,98 человек, а средний размер семьи — 3,35 человек.
Население статистически обособленной местности по возрастному диапазону по данным переписи 2000 года распределилось следующим образом: 24,2 % — жители младше 18 лет, 7,8 % — между 18 и 24 годами, 24,8 % — от 25 до 44 лет, 23,2 % — от 45 до 64 лет и 20,1 % — в возрасте 65 лет и старше. Средний возраст жителей составил 40 лет. На каждые 100 женщин в Папаикоу приходилось 97,2 мужчин, при этом на каждые сто женщин 18 лет и старше приходилось 96,3 мужчин также старше 18 лет.
Средний доход на одно домашнее хозяйство в статистически обособленной местности составил 37 031 доллар США, а средний доход на одну семью — 40 446 долларов. При этом мужчины имели средний доход в 25 000 долларов США в год против 24 205 долларов среднегодового дохода у женщин. Доход на душу населения в статистически обособленной местности составил 13 782 доллара в год. 12,1 % от всего числа семей в округе и 15,0 % от всей численности населения находилось на момент переписи населения за чертой бедности, при этом 18,0 % из них были моложе 18 лет и 7,6 % — в возрасте 65 лет и старше.

## Достопримечательности
- Гавайский тропический ботанический сад